# Anne Suzuki
Anne Suzuki född 27 april 1987 i Tokyo, Japan, är en japansk skådespelare som medverkade i japanska TV-serier innan hon var med i Hollywoodfilmen Snö faller på cederträden. Hon fick ett filmpris i Japan för sin roll i Returner. Suzuki har även arbetat som röstskådespelare.

## Filmer i urval
- 1999 – Snö faller på cederträden  (Hatsue Imada som ung)
- 2002 – Returner (Milly)
- 2004 – Steamboy
- 2012 – Helter Skelter